# George Weston Limited
George Weston Ltd. (französisch George Weston limitée) ist eine kanadische Holdinggesellschaft mit Firmensitz in Toronto, Ontario. Das Unternehmen besteht heute aus dem Immobilieninvestmentfonds Choice Properties und der Loblaw Companies Limited, Kanadas größtem Supermarkteinzelhändler, an dem es eine Mehrheitsbeteiligung hält. Das Unternehmen befindet sich mehrheitlich im Besitz von Wittington Investments Limited Canada, einer Holdinggesellschaft, an der die Familie Weston die Mehrheitsanteile hält.
Das Unternehmen ist im Aktienindex S&P/TSX 60 gelistet. Es erwirtschaftete 2024 mit über 220.000 Mitarbeitern rund 61 Mrd. Kanadische Dollar Umsatz.

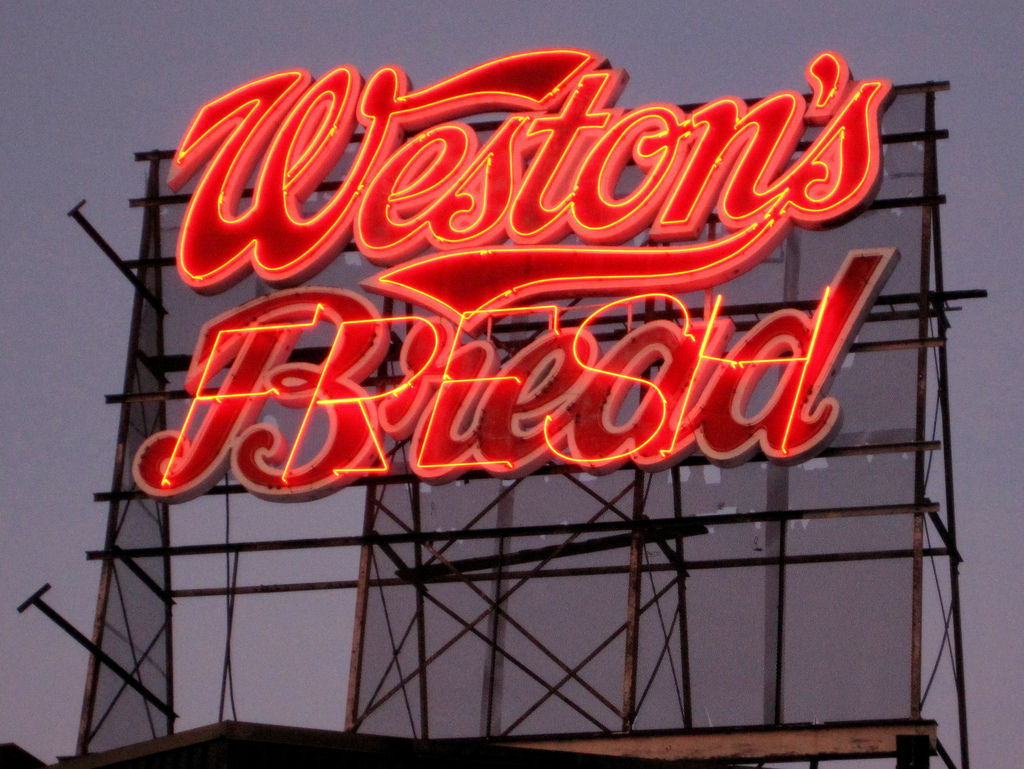
Lichtreklame Weston's Bread

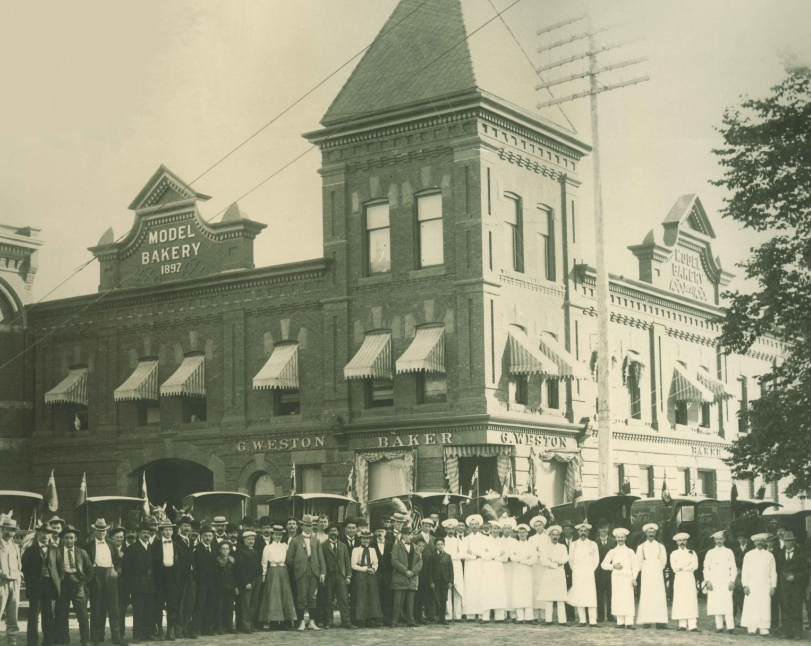
Model Bakery Belegschaft ca. 1897

## Geschichte
Im Jahr 1882 machte sich ein junger Brotverkäufer aus Toronto und ehemaliger Bäckerlehrling namens George Weston selbständig, als er eine Backstraße von seinem Arbeitgeber kaufte. Im Oktober 1897 eröffnete George Weston seine "Model Bakery", Kanadas größte und modernste Brotfabrik. In dieser wurden täglich 3200 große Brote gebacken bei einer Kapazität von 6.500 Broten täglich. Um die Jahrhundertwende war Weston's Bread in der ganzen Stadt Toronto bekannt und George Weston war Kanadas größter Bäcker geworden.
Im Jahr 1924 folgte Georges ältester Sohn Garfield Weston seinem Vater nach und wurde Präsident von George Weston Limited. Im Jahr 1928 führte der Konzern seine erste große Akquisition durch, den Erwerb von William Paterson Ltd., einem in Brantford, Ontario, beheimatetem Kekshersteller. Trotz der Großen Depression expandierte George Weston Limited weiter in Ontario und Westkanada. Das Unternehmen kaufte Lawlor's Bread Limited in Toronto im Jahr 1930. Weiterhin wurden Regal Bakeries Limited in Ontario und Independent Biscuit Co. aus Calgary im Jahr 1931 und Lawrence Bread Limited im Jahr 1933 erworben. Im selben Jahr erweiterte die Firma ihren Service-Bereich rund um Toronto um 100 Meilen mit dem Erwerb von Ontario Bakeries Limited.
Als sich die Depression vertiefte und George Weston Limited trotzdem profitabel blieb, kaufte er Unternehmen und Betriebe zu günstigen Konditionen. Bei diesen Übernahmen war das Unternehmen in der Lage, den außergewöhnlich niedrigen Preis für Kapitalvermögen während der Depression zu nutzen, um sein Geschäft zu sehr niedrigen Kosten zu erweitern.
Das Unternehmen erwarb 1937 McCormick's Limited und 1938 Inter City Western Bakeries. In den Vereinigten Staaten erweiterte es den Keksbetrieb in Passaic, New Jersey, und errichtete ein neues Biscuits-Werk in Battle Creek (Michigan). Ein langjähriger Weston-Manager, Frank Riddell, beobachtete, dass diese Übernahmen oft mit relativ wenig Bargeld und einer Garantie für Weston-Aktien getätigt wurden, da wenig Bargeld vorhanden war. Zusätzlich zu dem Expansionsprogramm ermöglichte die Rentabilität von George Weston Limited die Festlegung eines wöchentlichen Mindestlohns für seine männlichen Angestellten im Jahr 1934.
Nach dem Zweiten Weltkrieg ging der Konzern durch den Erwerb verschiedener Lebensmittelhersteller über das reine Backgeschäft hinaus. In den 1960er Jahren erwarb er die Mehrheit an Loblaw Companies Limited, einer großen kanadischen Supermarktkette.
Im Jahre 1972 übernahm eine dritte Generation die Leitung, als der jüngste Sohn von Garfield Weston,W. Galen Weston, erfolgreich ein inzwischen schwerfällig gewordenes Konglomerat konsolidierte, das auf ein finanzielles Desaster zusteuerte. Ende der frühen 1970er Jahre führte die aggressive Expansions- und Akquisitionsstrategie des Unternehmens zu einer Belastung. Einzelhandelsumsätze und -einnahmen gingen zurück, da die Supermarktkette von Loblaws nicht mehr wettbewerbsfähig war. Durch harte Restrukturierungsmaßnahmen gelang jedoch die Konsolidierung. Zuletzt hat Galen G. Weston die Führung bei Loblaw Companies Limited, übernommen, da sich George Weston Limited als Reaktion auf ein sich rasch veränderndes Geschäftsumfeld einer weiteren Phase der Transformation unterziehen musste.

## Bäckereien (Auswahl)
- George Weston Bakeries
- Arnold
- Boboli
- Brownberry
- Entenmann's
- Freihofer
- Maplehurst Bakeries
- Oroweat
- Thomas'
- Interbake Foods
- Wonder Bread
- Country Harvest
- Arnie's Bagels
- Stroehmann Pennsylvania Dutch Bakers
- Gadoua Bakeries